# Каратобе (Акжарский сельский округ)
Каратобе (каз. Қаратөбе) — село в Толебийском районе Туркестанской области Казахстана. Входит в состав Акжарского сельского округа. Находится примерно в 31 км к востоку от центра города Ленгер. Код КАТО — 515833400.

## Население
В 1999 году население села составляло 135 человек (78 мужчин и 57 женщин). По данным переписи 2009 года, в селе проживало 640 человек (333 мужчины и 307 женщин).